# American National Standards Institute
L'American National Standards Institute (Istituto Americano di Normalizzazione, più noto come ANSI, pronuncia IPA: ˈænsiː) è un'organizzazione privata senza fini di lucro che definisce le norme industriali per gli Stati Uniti. È membro dell'ISO (Organizzazione Internazionale per la normazione) e dell'IEC (Commissione Elettrotecnica Internazionale).

## Storia
L'ANSI è stata fondata il 19 ottobre 1918 su iniziativa della American Society of Electrical Engineers (oggi IEEE), con l'accordo di altre associazioni professionali tra cui:
- ASME (American Society of Mechanical Engineers);
- ASCE (American Society of Civil Engineers);
- AIMME (American Institute of Mining and Metallurgical Engineers);
- ASTM (American Society for Testing Materials).

Fondata con il nome American Engineering Standards Committee (AESC), è stata poi riorganizzata come American Standards Association nel 1928. Nel 1966 fu riorganizzata come United States of America Standards Institute. Nel 1969 cambiò il nome in American National Standards Institute.
La prima normalizzazione pubblicata dall'allora AESC fu, nel 1920, una norma sulla filettatura dei tubi. Oggi, ad esempio, la norma ANSI B16 (in realtà una famiglia di norme che coprono vari aspetti) è utilizzata universalmente, e in modo esclusivo, nel campo petrolifero e petrolchimico per la definizione dei tubi e dei raccordi flangiati.